# Västerviks och Eksjö valkrets
Västerviks och Eksjö valkrets var en särskild valkrets med ett mandat vid riksdagsvalen till andra kammaren 1896–1905. Valkretsen avskaffades vid valet 1908, då Eksjö gick till Växjö och Eksjö valkrets medan Västervik bildade Västerviks stads valkrets.

## Riksdagsmän
- Axel Petri, lmp (1897–1902)
- Axel Lund, lib s (1903–1905)
- Axel Rune, lib s (1906–1908)

## Valresultat

### 1896
| Andrakammarvalet i Sverige 1896: Västerviks och Eksjö valkrets | Andrakammarvalet i Sverige 1896: Västerviks och Eksjö valkrets | Andrakammarvalet i Sverige 1896: Västerviks och Eksjö valkrets | Andrakammarvalet i Sverige 1896: Västerviks och Eksjö valkrets | Andrakammarvalet i Sverige 1896: Västerviks och Eksjö valkrets |
| Kandidat                                                       | Kandidat                                                       | Röster                                                         | Röster                                                         | Röster                                                         |
| Kandidat                                                       | Kandidat                                                       | Antal                                                          | %                                                              | +− %                                                           |
| -------------------------------------------------------------- | -------------------------------------------------------------- | -------------------------------------------------------------- | -------------------------------------------------------------- | -------------------------------------------------------------- |
|                                                                | Axel Petri                                                     | 230                                                            | 53,1                                                           |                                                                |
|                                                                | Axel Lund                                                      | 202                                                            | 46,7                                                           |                                                                |
|                                                                | Övriga kandidater                                              | 1                                                              | 0,2                                                            |                                                                |
| Antal giltiga röster                                           | Antal giltiga röster                                           | 433                                                            |                                                                |                                                                |
| Kasserade röster                                               | Kasserade röster                                               | 2                                                              |                                                                |                                                                |
| Totalt                                                         | Totalt                                                         | 435                                                            |                                                                |                                                                |

Valdeltagandet var 64,4%.

### 1899
| Andrakammarvalet i Sverige 1899: Västerviks och Eksjö valkrets | Andrakammarvalet i Sverige 1899: Västerviks och Eksjö valkrets | Andrakammarvalet i Sverige 1899: Västerviks och Eksjö valkrets | Andrakammarvalet i Sverige 1899: Västerviks och Eksjö valkrets | Andrakammarvalet i Sverige 1899: Västerviks och Eksjö valkrets |
| Kandidat                                                       | Kandidat                                                       | Röster                                                         | Röster                                                         | Röster                                                         |
| Kandidat                                                       | Kandidat                                                       | Antal                                                          | %                                                              | +− %                                                           |
| -------------------------------------------------------------- | -------------------------------------------------------------- | -------------------------------------------------------------- | -------------------------------------------------------------- | -------------------------------------------------------------- |
|                                                                | Axel Petri                                                     | 292                                                            | 53,0                                                           | ▼0,1                                                           |
|                                                                | Bankdirektör Keventer                                          | 257                                                            | 46,6                                                           |                                                                |
|                                                                | Övriga kandidater                                              | 2                                                              | 0,4                                                            |                                                                |
| Antal giltiga röster                                           | Antal giltiga röster                                           | 551                                                            |                                                                |                                                                |
| Kasserade röster                                               | Kasserade röster                                               | 1                                                              |                                                                |                                                                |
| Totalt                                                         | Totalt                                                         | 552                                                            |                                                                |                                                                |

Valet ägde rum den 22 september 1899. Valdeltagandet var 73,2%.

### 1902
| Andrakammarvalet i Sverige 1902: Västerviks och Eksjö valkrets | Andrakammarvalet i Sverige 1902: Västerviks och Eksjö valkrets | Andrakammarvalet i Sverige 1902: Västerviks och Eksjö valkrets | Andrakammarvalet i Sverige 1902: Västerviks och Eksjö valkrets | Andrakammarvalet i Sverige 1902: Västerviks och Eksjö valkrets |
| Kandidat                                                       | Kandidat                                                       | Röster                                                         | Röster                                                         | Röster                                                         |
| Kandidat                                                       | Kandidat                                                       | Antal                                                          | %                                                              | +− %                                                           |
| -------------------------------------------------------------- | -------------------------------------------------------------- | -------------------------------------------------------------- | -------------------------------------------------------------- | -------------------------------------------------------------- |
|                                                                | Axel Lund                                                      | 325                                                            | 55,8                                                           |                                                                |
|                                                                | E.F. Edholm                                                    | 256                                                            | 44,0                                                           |                                                                |
|                                                                | Övriga kandidater                                              | 1                                                              | 0,2                                                            |                                                                |
| Antal giltiga röster                                           | Antal giltiga röster                                           | 582                                                            |                                                                |                                                                |
| Kasserade röster                                               | Kasserade röster                                               | 1                                                              |                                                                |                                                                |
| Totalt                                                         | Totalt                                                         | 583                                                            |                                                                |                                                                |

Valet ägde rum den 26 september 1902. Valdeltagandet var 54,5%.

### 1905
| Andrakammarvalet i Sverige 1905: Västerviks och Eksjö valkrets | Andrakammarvalet i Sverige 1905: Västerviks och Eksjö valkrets | Andrakammarvalet i Sverige 1905: Västerviks och Eksjö valkrets | Andrakammarvalet i Sverige 1905: Västerviks och Eksjö valkrets | Andrakammarvalet i Sverige 1905: Västerviks och Eksjö valkrets |
| Kandidat                                                       | Kandidat                                                       | Röster                                                         | Röster                                                         | Röster                                                         |
| Kandidat                                                       | Kandidat                                                       | Antal                                                          | %                                                              | +− %                                                           |
| -------------------------------------------------------------- | -------------------------------------------------------------- | -------------------------------------------------------------- | -------------------------------------------------------------- | -------------------------------------------------------------- |
|                                                                | Axel Rune                                                      | 376                                                            | 54,3                                                           |                                                                |
|                                                                | Axel Lund                                                      | 316                                                            | 45,7                                                           | ▼10,1                                                          |
| Antal giltiga röster                                           | Antal giltiga röster                                           | 692                                                            |                                                                |                                                                |
| Kasserade röster                                               | Kasserade röster                                               | 0                                                              |                                                                |                                                                |
| Totalt                                                         | Totalt                                                         | 692                                                            |                                                                |                                                                |

Valet ägde rum den 3 september 1905. Valdeltagandet var 66,9%.